# Alessandro Altobelli
Alessandro Altobelli (Sonnino, 28 novembre 1955) è un ex calciatore italiano, di ruolo attaccante. Con la nazionale italiana si è laureato campione del mondo nel 1982.
Considerato uno dei migliori attaccanti italiani del secondo dopoguerra, ha legato il suo nome all'Inter, dove ha militato dal 1977 al 1988. Con la squadra nerazzurra ha disputato 466 partite e segnato 209 reti – secondo in assoluto alle spalle di Giuseppe Meazza (284) – vincendo uno scudetto (1979-1980) e due Coppe Italia (1977-1978 e 1981-1982).
In nazionale ha debuttato nel 1980 e partecipato a due campionati d'Europa (Italia 1980, Germania Ovest 1988) e a due campionati del mondo (Spagna 1982, Messico 1986), oltre che al Mundialito. In maglia azzurra ha totalizzato 61 presenze e 25 reti, una delle quali nella finale del Mondiale 1982 contro la Germania Ovest.
È il miglior marcatore nella storia della Coppa Italia grazie alle 56 reti realizzate, nonché il miglior cannoniere italiano in Coppa UEFA/Europa League con 25 gol. Inoltre, risulta essere il massimo cannoniere dell'Inter nella coppa nazionale e nelle competizioni UEFA per club, rispettivamente con 46 e 35 marcature (34 per le statistiche della UEFA). Pur essendo stato uno dei migliori realizzatori della sua epoca, non ha mai vinto la classifica dei marcatori della Serie A; sfiorò il titolo di capocannoniere 3 volte: nella stagione dello scudetto, quando segnò un gol in meno di Roberto Bettega, e nelle stagioni 1982-83 e 1984-85, nelle quali segnò un gol in meno di Michel Platini.

## Caratteristiche tecniche
Soprannominato Spillo per il fisico esile e longilineo, Altobelli era un centravanti dal repertorio completo: destro naturale con anche un ottimo sinistro, era in possesso di ottime doti tecniche e notevole abilità nel gioco aereo, nonché di grande velocità e prolificità sotto porta. Per via di tali caratteristiche, Pietro Vierchowod lo descrisse come un precursore di Marco van Basten, annoverandolo insieme all'olandese tra i più forti attaccanti affrontati in carriera.

## Carriera

### Giocatore

#### Club

Altobelli agli esordi con il Brescia nella stagione 1974-1975

Cresciuto nel settore giovanile del Latina, debutta in prima squadra nella stagione di serie C 1973-74 segnando sette gol e viene notato dal Brescia che lo acquista per farlo esordire in Serie B. Con le rondinelle disputa tre campionati, segnando 26 reti.
Nell'estate 1977 è ingaggiato dall'Inter per 630 milioni di lire più le comproprietà del portiere Martina e dei difensori Guida e Magnocavallo oltre alla cessione a titolo definitivo dell’attaccante Mutti
: esordisce in Serie A l'11 settembre, nella sconfitta interna (0-1) con il Bologna. Al termine della stagione, conquista la Coppa Italia segnando un gol al Napoli in finale. Nella stagione 1979-1980 si laurea campione d'Italia e rimane in corsa fino all'ultima giornata per il titolo di capocannoniere: autore di 15 gol – tra cui una tripletta alla Juventus nel derby d'Italia dell'11 novembre 1979 –, viene preceduto di una marcatura Roberto Bettega. Bissa il successo in coppa nazionale nell'edizione 1981-1982, con un'altra rete in finale, questa volta al Torino. Nell'annata 1983-1984 realizza una quaterna contro il Catania. Il 26 agosto 1987, con una tripletta sempre contro il Catania diventa il miglior marcatore della coppa nazionale, salendo a 49 reti e scavalcando così Boninsegna (fermo a 48).

Altobelli in maglia interista nel campionato 1979-1980, culminato nello scudetto

Terminata l'esperienza in nerazzurro, anche per contrasti con l'allenatore Trapattoni, nell'estate 1988 si trasferisce ai rivali della Juventus. Rimane in bianconero per una sola stagione, riportando anche un serio infortunio che non gli permette di esprimersi al meglio.
Ritrovatosi svincolato, nel precampionato 1989 si aggrega inizialmente all'Ascoli, in massima serie; tuttavia, non trovando un accordo contrattuale con la società marchigiana, in settembre scende di categoria tornando dopo dodici anni al Brescia, con cui gioca l'ultima sua stagione agonistica prima di ritirarsi alla conclusione del torneo cadetto 1989-1990.

#### Nazionale
Viene convocato in nazionale dal CT Enzo Bearzot per la fase finale del campionato d'Europa 1980 organizzato dall'Italia, in sostituzione dello squalificato Paolo Rossi. 
Esordisce il 18 giugno 1980, a 24 anni, nella terza gara della fase a gironi pareggiata (0-0) contro il Belgio. Nella finale per il terzo posto, persa contro la Cecoslovacchia, realizza un rigore della sequenza finale. Il 24 settembre successivo segna le prime reti in nazionale, realizzando una doppietta nella partita amichevole vinta per 3-1 contro il Portogallo a Genova.
Al campionato del mondo 1982 in Spagna, chiusosi con il trionfo italiano, parte come riserva di Rossi e Graziani e non viene impiegato nelle partite della prima fase. Tuttavia, diventa protagonista in occasione della finale di Madrid dell'11 luglio vinta contro la Germania Ovest, nella quale subentra all'infortunato Graziani al 7' e segna nei minuti finali la rete del momentaneo 3-0.

Altobelli in azione con la maglia dell'Italia nel 1984 contro la Cecoslovacchia

Dopo la rassegna iridata ottiene cinque presenze nelle qualificazioni al campionato d'Europa 1984, per il quale tuttavia la nazionale non riesce a qualificarsi alla fase finale. Divenuto nel frattempo il centravanti titolare dell'Italia, al successivo campionato del mondo 1986 in Messico segna 4 dei 5 gol realizzati dagli  Azzurri nella competizione; tra cui una doppietta nell'incontro della fase a gironi vinto per 3-2 contro la Corea del Sud (gara in cui fallisce anche un calcio di rigore e causa un'autorete). L'Italia viene eliminata agli ottavi di finale dalla Francia di Michel Platini.
Con il nuovo CT Azeglio Vicini, visto il ritiro di Scirea, diventa il vice-capitano dietro Antonio Cabrini, e veste la fascia in 8 occasioni tra la fine del 1986 e il 1987. Scende in campo per la prima volta con la fascia da capitano al braccio l'8 ottobre 1986, nell'amichevole vinta 2-0 contro la Grecia a Bologna.
Infine, a 32 anni, partecipa al campionato d'Europa 1988 in Germania Ovest, in cui partendo come principale alternativa alla coppia di attacco composta da Vialli e Mancini, subentra dalla panchina nelle 4 gare disputate dall'Italia, ed è autore di un gol alla Danimarca nella fase a gironi. La sua ultima presenza in nazionale rimane la semifinale europea persa 2-0 contro l'Unione Sovietica il 22 giugno 1988 a Stoccarda.
Conta 61 presenze e 25 reti in azzurro, risultando al sesto posto nella classifica dei marcatori (insieme a Baloncieri e Filippo Inzaghi): è preceduto da Riva (35), Meazza (33), Piola (30), Baggio e Del Piero (27).

### Dopo il ritiro

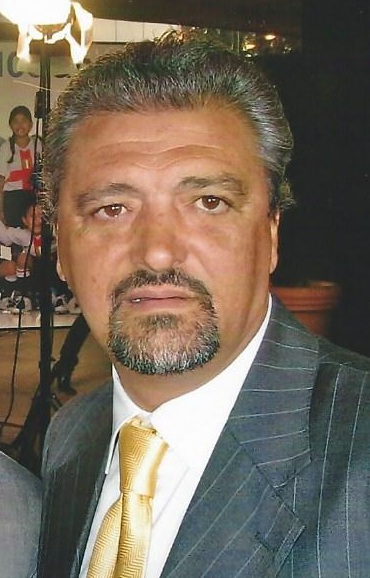
Altobelli negli anni 2010

Nel novembre 1991, è stato eletto consigliere comunale a Brescia tra le file della Democrazia Cristiana. Nel 1996 si è candidato, per il centro-destra, alla Camera dei deputati nel collegio Brescia-Roncadelle: ottenendo il 34,8% dei voti, è stato sconfitto da Emilio Del Bono, rappresentante de l'Ulivo.
Ha fatto parte della nazionale italiana di beach soccer, diventando capocannoniere dei mondiali del 1995 e 1996.
Ha ricoperto il ruolo di direttore sportivo del Padova dal 1995 al 1998, e in seguito di osservatore dell'Inter.
A partire dagli anni 2000 ha svolto il ruolo di commentatore sportivo per BeIN Sports Arabia. Dal settembre 2020 è opinionista di A tutta rete, programma domenicale di Rai 2 condotto da Marco Lollobrigida; per Rai Sport sarà poi anche opinionista di Notti europee in occasione del campionato d'Europa 2020 e di 90º minuto, programmi condotti sempre da Lollobrigida. Dal 2022 è opinionista di Pressing - Lunedì e Champions League LIVE sulle reti Mediaset.

## Statistiche

### Presenze e reti nei club
| Stagione        | Squadra         | Campionato      | Campionato | Campionato | Coppe nazionali | Coppe nazionali | Coppe nazionali | Coppe continentali | Coppe continentali | Coppe continentali | Altre coppe | Altre coppe | Altre coppe | Totale | Totale |
| Stagione        | Squadra         | Comp            | Pres       | Reti       | Comp            | Pres            | Reti            | Comp               | Pres               | Reti               | Comp        | Pres        | Reti        | Pres   | Reti   |
| --------------- | --------------- | --------------- | ---------- | ---------- | --------------- | --------------- | --------------- | ------------------ | ------------------ | ------------------ | ----------- | ----------- | ----------- | ------ | ------ |
| 1973-1974       | Latina          | C               | 28         | 7          | CI-S            | ?               | ?               | -                  | -                  | -                  | -           | -           | -           | 28+    | 7+     |
| 1974-1975       | Brescia         | B               | 16         | 2          | CI              | 1               | 0               | -                  | -                  | -                  | -           | -           | -           | 17     | 2      |
| 1975-1976       | Brescia         | B               | 26         | 11         | CI              | 4               | 0               | -                  | -                  | -                  | -           | -           | -           | 30     | 11     |
| 1976-1977       | Brescia         | B               | 34         | 13         | CI              | 3               | 3               | -                  | -                  | -                  | -           | -           | -           | 37     | 16     |
| 1977-1978       | Inter           | A               | 28         | 10         | CI              | 10              | 4               | CU                 | 2                  | 0                  | -           | -           | -           | 40     | 14     |
| 1978-1979       | Inter           | A               | 29         | 11         | CI              | 2               | 1               | CdC                | 6                  | 7                  | -           | -           | -           | 37     | 19     |
| 1979-1980       | Inter           | A               | 29         | 15         | CI              | 5               | 4               | CU                 | 4                  | 3                  | -           | -           | -           | 38     | 22     |
| 1980-1981       | Inter           | A               | 29         | 12         | CI              | 4               | 1               | CC                 | 8                  | 4                  | TdC         | 0           | 0           | 41     | 17     |
| 1981-1982       | Inter           | A               | 29         | 9          | CI              | 9               | 9               | CU                 | 4                  | 3                  | -           | -           | -           | 42     | 21     |
| 1982-1983       | Inter           | A               | 30         | 15         | CI              | 11              | 4               | CdC                | 5                  | 3                  | -           | -           | -           | 46     | 22     |
| 1983-1984       | Inter           | A               | 28         | 10         | CI              | 5               | 3               | CU                 | 6                  | 2                  | -           | -           | -           | 39     | 15     |
| 1984-1985       | Inter           | A               | 30         | 17         | CI              | 11              | 6               | CU                 | 10                 | 2                  | -           | -           | -           | 51     | 25     |
| 1985-1986       | Inter           | A               | 29         | 9          | CI              | 6               | 4               | CU                 | 10                 | 6                  | TE          | 0           | 0           | 45     | 19     |
| 1986-1987       | Inter           | A               | 28         | 11         | CI              | 7               | 5               | CU                 | 8                  | 3                  | -           | -           | -           | 43     | 19     |
| 1987-1988       | Inter           | A               | 28         | 9          | CI              | 10              | 5               | CU                 | 6                  | 2                  | -           | -           | -           | 44     | 16     |
| Totale Inter    | Totale Inter    | Totale Inter    | 317        | 128        |                 | 80              | 46              |                    | 69                 | 35                 |             | 0           | 0           | 466    | 209    |
| 1988-1989       | Juventus        | A               | 20         | 4          | CI              | 6               | 7               | CU                 | 8                  | 4                  | -           | -           | -           | 34     | 15     |
| 1989-1990       | Brescia         | B               | 32         | 7          | CI              | 1               | 0               | -                  | -                  | -                  | -           | -           | -           | 33     | 7      |
| Totale Brescia  | Totale Brescia  | Totale Brescia  | 108        | 33         |                 | 9               | 3               |                    | -                  | -                  |             | -           | -           | 117    | 36     |
| Totale carriera | Totale carriera | Totale carriera | 473        | 172        |                 | 95+             | 56+             |                    | 77                 | 39                 |             | 0           | 0           | 645+   | 267+   |

### Cronologia presenze e reti in nazionale
| Cronologia completa delle presenze e delle reti in nazionale ― Italia | Cronologia completa delle presenze e delle reti in nazionale ― Italia | Cronologia completa delle presenze e delle reti in nazionale ― Italia | Cronologia completa delle presenze e delle reti in nazionale ― Italia | Cronologia completa delle presenze e delle reti in nazionale ― Italia | Cronologia completa delle presenze e delle reti in nazionale ― Italia | Cronologia completa delle presenze e delle reti in nazionale ― Italia | Cronologia completa delle presenze e delle reti in nazionale ― Italia |
| Data                                                                  | Città                                                                 | In casa                                                               | Risultato                                                             | Ospiti                                                                | Competizione                                                          | Reti                                                                  | Note                                                                  |
| --------------------------------------------------------------------- | --------------------------------------------------------------------- | --------------------------------------------------------------------- | --------------------------------------------------------------------- | --------------------------------------------------------------------- | --------------------------------------------------------------------- | --------------------------------------------------------------------- | --------------------------------------------------------------------- |
| 18-6-1980                                                             | Roma                                                                  | Italia                                                                | 0 – 0                                                                 | Belgio                                                                | Euro 1980 - 1º turno                                                  | -                                                                     | 46’                                                                   |
| 21-6-1980                                                             | Napoli                                                                | Cecoslovacchia                                                        | 1 – 1 dts (9 – 8 dtr)                                                 | Italia                                                                | Euro 1980 - Finale 3º-4º posto                                        | -                                                                     | 4º posto                                                              |
| 24-9-1980                                                             | Genova                                                                | Italia                                                                | 3 – 1                                                                 | Portogallo                                                            | Amichevole                                                            | 2                                                                     | 46’                                                                   |
| 11-10-1980                                                            | Lussemburgo                                                           | Lussemburgo                                                           | 0 – 2                                                                 | Italia                                                                | Qual. Mondiali 1982                                                   | -                                                                     | 66’                                                                   |
| 1-11-1980                                                             | Roma                                                                  | Italia                                                                | 2 – 0                                                                 | Danimarca                                                             | Qual. Mondiali 1982                                                   | -                                                                     |                                                                       |
| 6-12-1980                                                             | Atene                                                                 | Grecia                                                                | 0 – 2                                                                 | Italia                                                                | Qual. Mondiali 1982                                                   | -                                                                     |                                                                       |
| 3-1-1981                                                              | Montevideo                                                            | Uruguay                                                               | 2 – 0                                                                 | Italia                                                                | Mundialito - 1º turno                                                 | -                                                                     | 45’                                                                   |
| 25-2-1981                                                             | Roma                                                                  | Italia                                                                | 0 – 3                                                                 | Europa                                                                | Amichevole                                                            | -                                                                     | 74’                                                                   |
| 17-10-1981                                                            | Belgrado                                                              | Jugoslavia                                                            | 1 – 1                                                                 | Italia                                                                | Qual. Mondiali 1982                                                   | -                                                                     |                                                                       |
| 28-5-1982                                                             | Ginevra                                                               | Svizzera                                                              | 1 – 1                                                                 | Italia                                                                | Amichevole                                                            | -                                                                     | 6’                                                                    |
| 29-6-1982                                                             | Barcellona                                                            | Italia                                                                | 2 – 1                                                                 | Argentina                                                             | Mondiali 1982 - 2º turno                                              | -                                                                     | 80’                                                                   |
| 8-7-1982                                                              | Barcellona                                                            | Italia                                                                | 2 – 0                                                                 | Polonia                                                               | Mondiali 1982 - Semifinale                                            | -                                                                     | 70’                                                                   |
| 11-7-1982                                                             | Madrid                                                                | Italia                                                                | 3 – 1                                                                 | Germania Ovest                                                        | Mondiali 1982 - Finale                                                | 1                                                                     | 7’ 89’ 3º titolo mondiale                                             |
| 27-10-1982                                                            | Roma                                                                  | Italia                                                                | 0 – 1                                                                 | Svizzera                                                              | Amichevole                                                            | -                                                                     | 31’                                                                   |
| 13-11-1982                                                            | Milano                                                                | Italia                                                                | 2 – 2                                                                 | Cecoslovacchia                                                        | Qual. Euro 1984                                                       | 1                                                                     |                                                                       |
| 4-12-1982                                                             | Firenze                                                               | Italia                                                                | 0 – 0                                                                 | Romania                                                               | Qual. Euro 1984                                                       | -                                                                     | 19’                                                                   |
| 16-4-1983                                                             | Bucarest                                                              | Romania                                                               | 1 – 0                                                                 | Italia                                                                | Qual. Euro 1984                                                       | -                                                                     | 69’                                                                   |
| 29-5-1983                                                             | Göteborg                                                              | Svezia                                                                | 2 – 0                                                                 | Italia                                                                | Qual. Euro 1984                                                       | -                                                                     | 61’                                                                   |
| 5-10-1983                                                             | Bari                                                                  | Italia                                                                | 3 – 0                                                                 | Grecia                                                                | Amichevole                                                            | -                                                                     | 76’                                                                   |
| 22-12-1983                                                            | Perugia                                                               | Italia                                                                | 3 – 1                                                                 | Cipro                                                                 | Qual. Euro 1984                                                       | 1                                                                     |                                                                       |
| 4-2-1984                                                              | Roma                                                                  | Italia                                                                | 5 – 0                                                                 | Messico                                                               | Amichevole                                                            | -                                                                     |                                                                       |
| 3-3-1984                                                              | Istanbul                                                              | Turchia                                                               | 1 – 2                                                                 | Italia                                                                | Amichevole                                                            | 1                                                                     |                                                                       |
| 7-4-1984                                                              | Verona                                                                | Italia                                                                | 1 – 1                                                                 | Cecoslovacchia                                                        | Amichevole                                                            | -                                                                     |                                                                       |
| 22-5-1984                                                             | Zurigo                                                                | Germania Ovest                                                        | 1 – 0                                                                 | Italia                                                                | Amichevole                                                            | -                                                                     | 79’                                                                   |
| 26-5-1984                                                             | Toronto                                                               | Canada                                                                | 0 – 2                                                                 | Italia                                                                | Amichevole                                                            | 1                                                                     |                                                                       |
| 30-5-1984                                                             | New York                                                              | Stati Uniti                                                           | 0 – 0                                                                 | Italia                                                                | Amichevole                                                            | -                                                                     |                                                                       |
| 26-9-1984                                                             | Milano                                                                | Italia                                                                | 1 – 0                                                                 | Svezia                                                                | Amichevole                                                            | -                                                                     |                                                                       |
| 3-11-1984                                                             | Losanna                                                               | Svizzera                                                              | 1 – 1                                                                 | Italia                                                                | Amichevole                                                            | -                                                                     |                                                                       |
| 8-12-1984                                                             | Pescara                                                               | Italia                                                                | 2 – 0                                                                 | Polonia                                                               | Amichevole                                                            | 1                                                                     | 79’                                                                   |
| 5-2-1985                                                              | Dublino                                                               | Irlanda                                                               | 1 – 2                                                                 | Italia                                                                | Amichevole                                                            | 1                                                                     |                                                                       |
| 13-3-1985                                                             | Atene                                                                 | Grecia                                                                | 0 – 0                                                                 | Italia                                                                | Amichevole                                                            | -                                                                     | 72’                                                                   |
| 3-4-1985                                                              | Ascoli Piceno                                                         | Italia                                                                | 2 – 0                                                                 | Portogallo                                                            | Amichevole                                                            | -                                                                     | 60’                                                                   |
| 2-6-1985                                                              | Città del Messico                                                     | Messico                                                               | 1 – 1                                                                 | Italia                                                                | Amichevole                                                            | -                                                                     | 78’                                                                   |
| 6-6-1985                                                              | Città del Messico                                                     | Italia                                                                | 2 – 1                                                                 | Inghilterra                                                           | Amichevole                                                            | 1                                                                     |                                                                       |
| 25-9-1985                                                             | Lecce                                                                 | Italia                                                                | 1 – 2                                                                 | Norvegia                                                              | Amichevole                                                            | 1                                                                     |                                                                       |
| 16-11-1985                                                            | Chorzów                                                               | Polonia                                                               | 1 – 0                                                                 | Italia                                                                | Amichevole                                                            | -                                                                     | 78’                                                                   |
| 5-2-1986                                                              | Avellino                                                              | Italia                                                                | 1 – 2                                                                 | Germania Ovest                                                        | Amichevole                                                            | -                                                                     | 68’                                                                   |
| 26-3-1986                                                             | Udine                                                                 | Italia                                                                | 2 – 1                                                                 | Austria                                                               | Amichevole                                                            | 1                                                                     |                                                                       |
| 11-5-1986                                                             | Napoli                                                                | Italia                                                                | 2 – 0                                                                 | Cina                                                                  | Amichevole                                                            | 1                                                                     | 45’                                                                   |
| 31-5-1986                                                             | Città del Messico                                                     | Italia                                                                | 1 – 1                                                                 | Bulgaria                                                              | Mondiali 1986 - 1º turno                                              | 1                                                                     |                                                                       |
| 5-6-1986                                                              | Puebla                                                                | Italia                                                                | 1 – 1                                                                 | Argentina                                                             | Mondiali 1986 - 1º turno                                              | 1                                                                     |                                                                       |
| 10-6-1986                                                             | Puebla                                                                | Italia                                                                | 3 – 2                                                                 | Corea del Sud                                                         | Mondiali 1986 - 1º turno                                              | 2                                                                     | [ 32 ]                                                                |
| 17-6-1986                                                             | Città del Messico                                                     | Francia                                                               | 2 – 0                                                                 | Italia                                                                | Mondiali 1986 - Ottavi di finale                                      | -                                                                     |                                                                       |
| 8-10-1986                                                             | Bologna                                                               | Italia                                                                | 2 – 0                                                                 | Grecia                                                                | Amichevole                                                            | -                                                                     | Cap. 73’                                                              |
| 15-11-1986                                                            | Milano                                                                | Italia                                                                | 3 – 2                                                                 | Svizzera                                                              | Qual. Euro 1988                                                       | 2                                                                     |                                                                       |
| 6-12-1986                                                             | La Valletta                                                           | Malta                                                                 | 0 – 2                                                                 | Italia                                                                | Qual. Euro 1988                                                       | 1                                                                     | Cap.                                                                  |
| 24-1-1987                                                             | Bergamo                                                               | Italia                                                                | 5 – 0                                                                 | Malta                                                                 | Qual. Euro 1988                                                       | 2                                                                     |                                                                       |
| 14-2-1987                                                             | Lisbona                                                               | Portogallo                                                            | 0 – 1                                                                 | Italia                                                                | Qual. Euro 1988                                                       | 1                                                                     |                                                                       |
| 18-4-1987                                                             | Colonia                                                               | Germania Ovest                                                        | 0 – 0                                                                 | Italia                                                                | Amichevole                                                            | -                                                                     | Cap. 45’                                                              |
| 28-5-1987                                                             | Oslo                                                                  | Norvegia                                                              | 0 – 0                                                                 | Italia                                                                | Amichevole                                                            | -                                                                     | Cap. 79’                                                              |
| 3-6-1987                                                              | Stoccolma                                                             | Svezia                                                                | 1 – 0                                                                 | Italia                                                                | Qual. Euro 1988                                                       | -                                                                     | Cap.                                                                  |
| 10-6-1987                                                             | Zurigo                                                                | Italia                                                                | 3 – 1                                                                 | Argentina                                                             | Amichevole                                                            | -                                                                     | Cap. 49’                                                              |
| 23-9-1987                                                             | Pisa                                                                  | Italia                                                                | 1 – 0                                                                 | Jugoslavia                                                            | Amichevole                                                            | 1                                                                     | 58’                                                                   |
| 17-10-1987                                                            | Berna                                                                 | Svizzera                                                              | 0 – 0                                                                 | Italia                                                                | Qual. Euro 1988                                                       | -                                                                     | 82’                                                                   |
| 14-11-1987                                                            | Napoli                                                                | Italia                                                                | 2 – 1                                                                 | Svezia                                                                | Qual. Euro 1988                                                       | -                                                                     | Cap.                                                                  |
| 5-12-1987                                                             | Milano                                                                | Italia                                                                | 3 – 0                                                                 | Portogallo                                                            | Qual. Euro 1988                                                       | -                                                                     | Cap. 68’                                                              |
| 4-6-1988                                                              | Brescia                                                               | Italia                                                                | 0 – 1                                                                 | Galles                                                                | Amichevole                                                            | -                                                                     | 46’                                                                   |
| 10-6-1988                                                             | Düsseldorf                                                            | Germania Ovest                                                        | 1 – 1                                                                 | Italia                                                                | Euro 1988 - 1º turno                                                  | -                                                                     | 89’                                                                   |
| 14-6-1988                                                             | Francoforte                                                           | Italia                                                                | 1 – 0                                                                 | Spagna                                                                | Euro 1988 - 1º turno                                                  | -                                                                     | 68’                                                                   |
| 17-6-1988                                                             | Colonia                                                               | Italia                                                                | 2 – 0                                                                 | Danimarca                                                             | Euro 1988 - 1º turno                                                  | 1                                                                     | 67’                                                                   |
| 22-6-1988                                                             | Stoccarda                                                             | Unione Sovietica                                                      | 2 – 0                                                                 | Italia                                                                | Euro 1988 - Semifinale                                                | -                                                                     | 46’                                                                   |
| Totale                                                                |                                                                       | Presenze (28º posto)                                                  | 61                                                                    |                                                                       | Reti (6º posto)                                                       | 25                                                                    |                                                                       |

## Palmarès

### Club
- Coppa Italia: 2

Inter: 1977-1978, 1981-1982
- Campionato italiano: 1

Inter: 1979-1980

### Nazionale
- Campionato mondiale: 1

Spagna 1982

### Individuale
- Top 11 Carlin's Boys: 1

1974
- Capocannoniere della Coppa delle Coppe: 1

1978-1979 (7 gol)
- Capocannoniere della Coppa Italia: 1

1981-1982 (9 gol)
- Capocannoniere della Campionato mondiale di beach soccer: 2

1995 (12 gol), 1996 (14 gol)
- Inserito nella Hall of Fame del calcio italiano nella categoria Veterano Italiano

2022